# 治元多
治元多（？—221年），三国时反抗曹魏的民变首领，凉州（治姑臧，今甘肃省武威市）卢水胡人。
魏文帝黄初二年（221年）十月，治元多举兵反魏，声势强盛，河西大震。曹魏凉州刺史張既、护军夏侯儒等率军征讨，他率众七千余人据守要道，后撤到显美（治今甘肃永昌县东南）。十一月，率军数千想要放火来烧曹魏军营，结果中伏兵败。部众被杀害俘虏以万计，一说被杀五万余人，俘虏十万人，丧失牲畜百余万头。